# دشوان
دشوان هي قرية في مقاطعة سلماس، إيران. يقدر عدد سكانها بـ 179 نسمة بحسب إحصاء 2016.